# Paraguays Davis Cup-lag
Paraguays Davis Cup-lag styrs av Paraguays tennisförbund och representerar Paraguay i tennisturneringen Davis Cup, tidigare International Lawn Tennis Challenge. Paraguay debuterade i sammanhanget 1931. Laget slutade nådde kvartsfinal 1983, 1985 och 1985 samt 1987.